# محاولة انقلاب 2019 في إثيوبيا
محاولة الانقلاب في إثيوبيا (2019) محاولة انقلاب عسكري بقيادة الجنرال أسامينو تسيجي رئيس جهاز الأمن في أمهرة، في إثيوبيا، انتهت بالفشل. بدأت المحاولة في 22 يونيو 2019، وانتهت في اليوم نفسه، بعد أن سيطر الجيش الإثيوبي على المنقلبين. كانت العملية قد بدأت في ولاية أمهرة الواقعة شمالي إثيوبيا، واستهدفت رئيس الولاية أمباتشو مكونن ومستشاره، حيث قُتلا إثر الهجوم العسكري، كما قُتِل رئيس أركان الجيش الإثيوبي سيري ميكونن، إثر إطلاق النار عليه من قِبل حارسه الشخصي. لم يتبيّن حجم القوات العسكرية المشاركة في الانقلاب، إلا أن رئيس الوزراء الإثيوبي آبي أحمد، كشف عن سيطرة حكومته على الأوضاع في الولاية، وأنها نُفّذت بقيادة مسؤول عسكري رفيع المستوى وآخرين داخل الجيش. وتشير المعلومات إلى أن أن لواءً في الجيش كان وراء محاولة الانقلاب. وكان التلفزيون الإثيوبي قد ذكر أن الجنرال أسامينو تسيجي رئيس جهاز الأمن في أمهرة، يقف وراء محاولة الانقلاب.